# Sileshi Semaw
Sileshi Semaw es un antropólogo nacido en Adís Abeba, Etiopía, especialista en paleoantropología y profesor universitario.
Licenciado en Historia de la Universidad de Adís Abeba en 1982, obtuvo la maestría en 1989 y el doctorado en Antropología en 1997, ambos en la Universidad de Rutgers, en Nueva Jersey. Trabajó en Etiopía como historiador y técnico de laboratorio desde 1982 hasta 1986 en el Museo Nacional de Adís Abeba. También trabajó como asistente de investigación en Human Origins Laboratory en la Universidad de Wisconsin, Milwaukee. Ha sido profesor en Rutgers y en la Universidad de Indiana hasta 2011. Investigador en herramientas líticas prehistóricas del Stone Age Institute, es director del Proyecto GONA e informó sobre el descubrimiento del Hombre de Gawis. Desde 2012 es investigador senior del Centro Nacional de Investigación sobre la Evolución Humana (CENIEH) en Burgos (España), dedicado a las primeras industrias líticas.